# Jack Gregory (cầu thủ bóng đá, sinh năm 1926)
John Ernest Gregory (24 tháng 9 năm 1926 – 10 tháng 10 năm 1995) là một cầu thủ bóng đá người Anh thi đấu ở vị trí tiền đạo vào thập niên 1950. Ông thi đấu tại Football League cho West Ham United, Scunthorpe United và Aldershot và in bóng đá non-league cho Bromley và St Neots Town. Ông là vua phá lưới trong mùa giải đầu tiên với Scunthorpe, và ghi hơn 20 bàn mỗi mùa trong 2 mùa tiếp theo.
Con trai của Gregory, John có 6 lần ra sân cho đội tuyển Anh và tiếp tục đi theo sự nghiệp huấn luyện.